# ヴロラ州
ヴロラ州（アルバニア語: Qarku i Vlorës、英語: Vlorë County）は、アルバニアの州である。州都はヴロラである。面積は2,706.04平方キロメートル、2008年の人口は148,651人。アドリア海に面する海岸線を持ち、南部でギリシャと国境を接している。ジロカストラ州・フィエル州と州境を接している。

## 関連項目

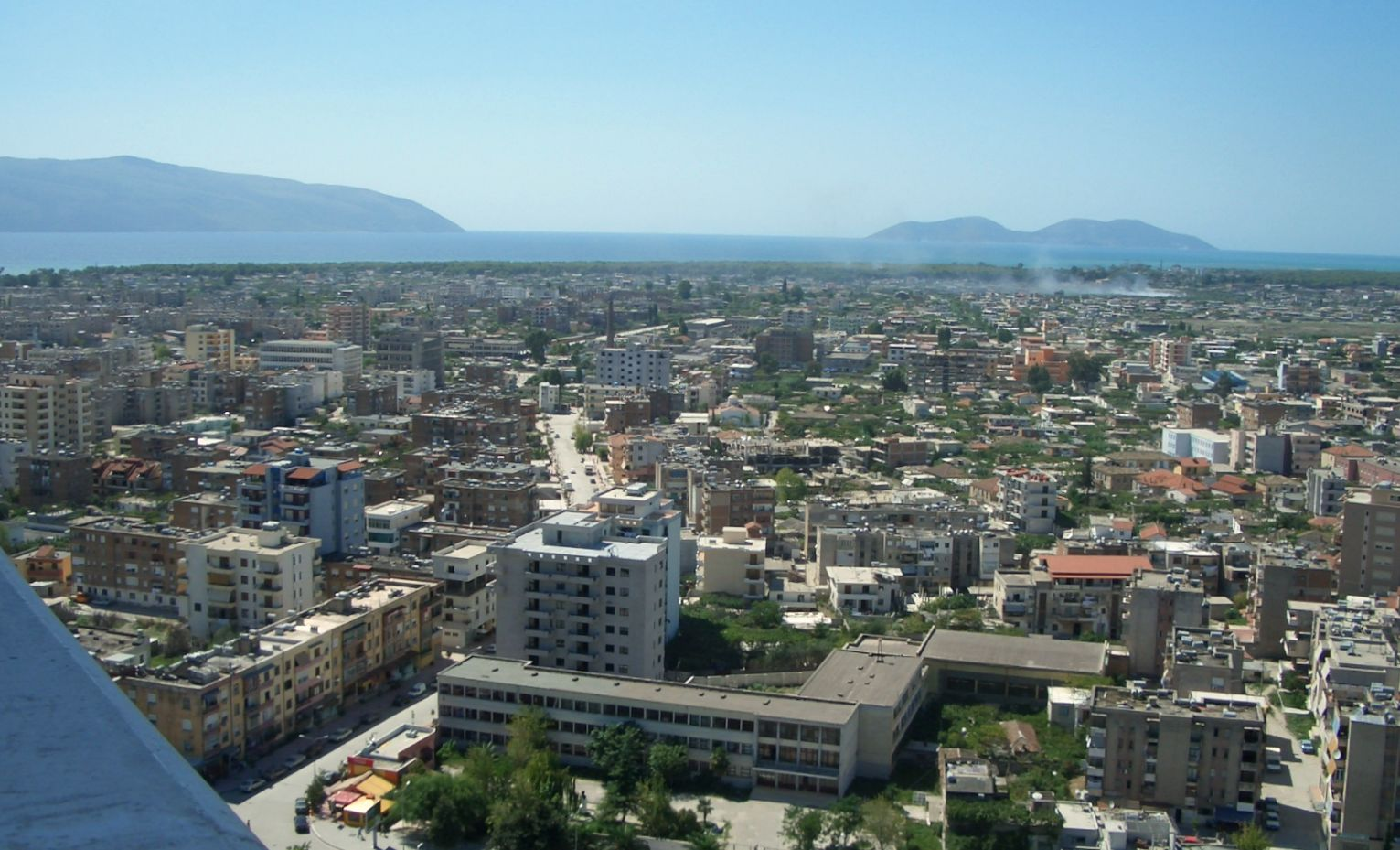
港町ヴロラ

## 下部行政区画
- ヴロラ県
- デルヴィナ県
- サランダ県